# Ряпушка Артеди
Ряпушка Артеди, или озёрная ряпушка (лат. Coregonus artedi), — вид рыб рода сигов. Эндемик Северной Америки, согласно теории, основанной на электрофорезе ДНК, представляет собой один вид с омулем и ирландским полланом.

## Внешний вид
Тело вытянутое, почти круглое в поперечном сечении, серебристого цвета. В основном длина колеблется между 17 и 40 см, среднее значение 29,3 см, максимальная зарегистрированная длина — 57 см. Максимальная зафиксированная масса тела — 3,4 кг. Чешуи средних размеров. Нижняя челюсть короче или равной длины с верхней, между ноздрями два кожистых лоскута. Количество жаберных тычинок колеблется от 44 до 52. В спинном плавнике от 9 до 11 лучей.

## Образ жизни
В основном пресноводная рыба, способная, однако, жить и в морской воде. Населяет озёра и крупные реки, а также прибрежные воды Гудзонова залива. Предпочитает холодную воду олиготрофных озёр, редко встречается при температурах выше 17—18 °C, хотя допустимый диапазон температур составляет от 0 до 26 °C.
Диапазон глубин, на которых встречается ряпушка Артеди, — от 64 м до поверхности. Раз в год, в конце ноября — первой половине декабря, рыбы выходят на отмели на нерест, но весной возвращаются в глубокую воду (самцы обычно приходят на нерест и уходят с него раньше самок). Пик нереста приходится на период, когда температура воды составляет 4 °C. Икра откладывается ночью на каменистый субстрат, созревает медленно, от 5 до 6 месяцев, и проклёвывается одновременно с началом таяния зимнего льда. Мальки остаются на мелководье в первый месяц жизни, достижение зрелости занимает от 1 до 4 лет.
Живёт от 6 до 10 лет (зафиксированный максимум — 13 лет). Проводит жизнь в постоянном движении. В дневное время собирается в стаи высотой от 1 до 2,3 м значительно ниже глубины, на которую проникает солнечный свет, помогающий основному естественному врагу, озёрному гольцу-кристивомеру, разглядеть добычу. Стаи рассеиваются ночью. Исследования показывают, что желудки озёрных ряпушек полнее в дневные часы, чем в ночные, и тем полнее, чем больше размер стаи, что может указывать на роль стаи в добыче пищи. Рацион состоит из планктона и более крупных ракообразных, изредка включает моллюсков, личинок насекомых и мелкую рыбу. Зимой рыбы могут подниматься по ночам к поверхности льда в поисках пищи. Помимо озёрного гольца, естественными врагами вида являются щука, жёлтый окунь, морская минога, налим и светлопёрый судак.

## Распространение и значение
Вид широко распространён по территории Канады и северу США, между 38° и 71° с. ш. и 69° и 136° з. д. Естественный ареал включает водоёмы бассейнов Атлантического и Северного Ледовитого океанов. В этот ареал входят бассейны Великих озёр, реки Святого Лаврентия и верховий Миссисипи встречается от Квебека до Северо-Западных территорий, в США на севере штатов Огайо, Миннесота и Иллинойс. Интродуцирован также в других регионах.
Международным союзом охраны природы определяется как вид, вызывающий наименьшие опасения. Используется в пищу практически во всех режимах термической обработки. Исторически один из самых важных промысловых видов Великих озёр, где в 1940-е годы добывалось 8,6 тысяч тонн озёрной ряпушки ежегодно.

## Систематика
Вид описан Ш. А. Лесюрёром в 1818 году. Автор не указал источник видового названия, однако известно, что «отцом» латинского имени Coregonus был Петер Артеди, в честь которого, вероятнее всего, и назван вид.
Ряпушка Артеди — один из шести признанных в начале XXI века видов сигов, морфологические различия между которыми меньше, чем обычно требуется для выделения в отдельные таксоны. Все они включаются в комплекс видов Coregonus artedi. Кроме того, исследование 1991 года, опирающееся на метод электрофорезе ДНК, показало, что ряпушка Артеди, возможно, образует единый вид с омулем и ирландским полланом (Coregonus autumnus pollan).